# Luchs des Monats

Preisstifter Die Zeit

Preisstifter Radio Bremen

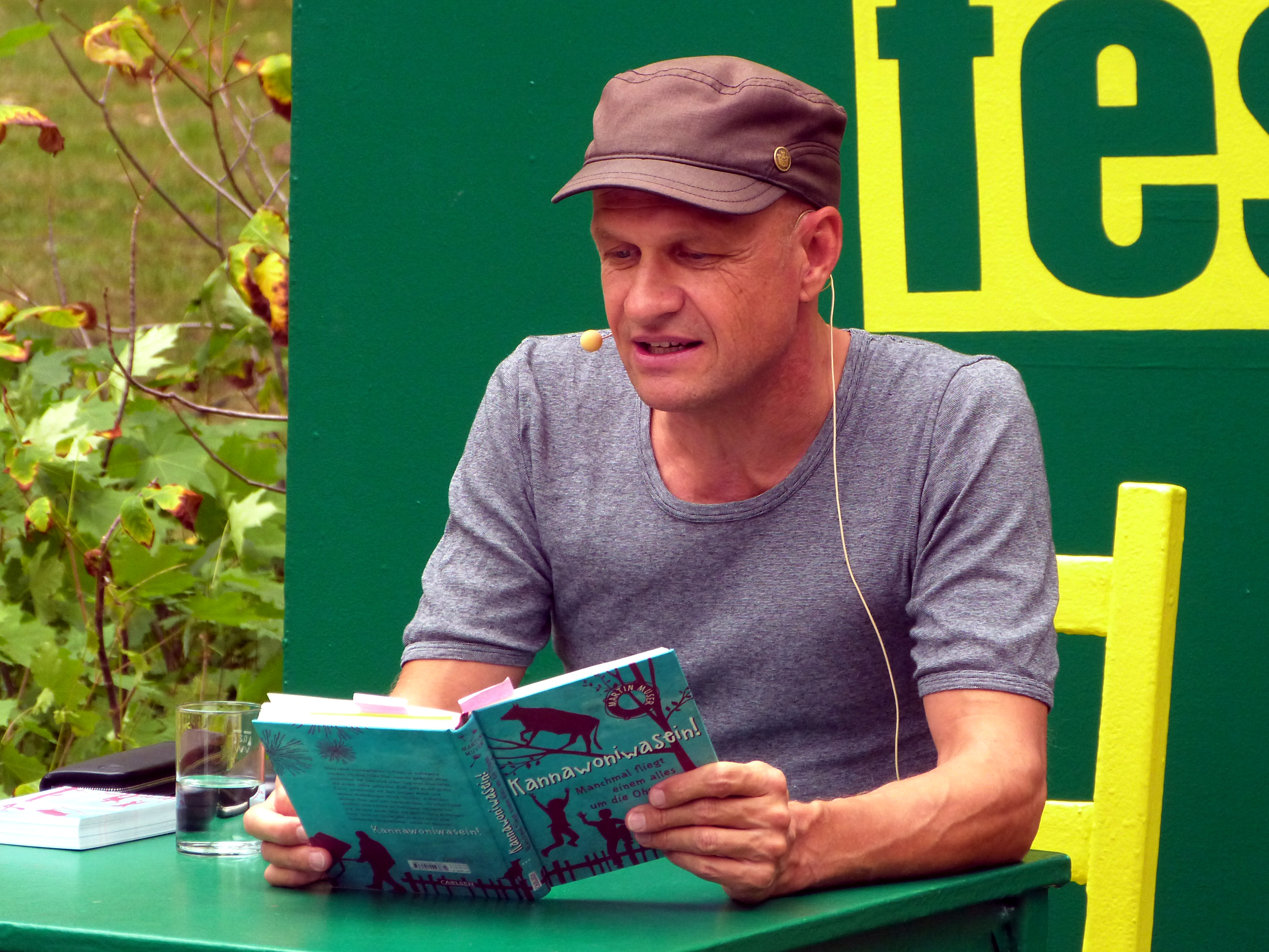
Jahresluchsgewinner 2023: Martin Muser

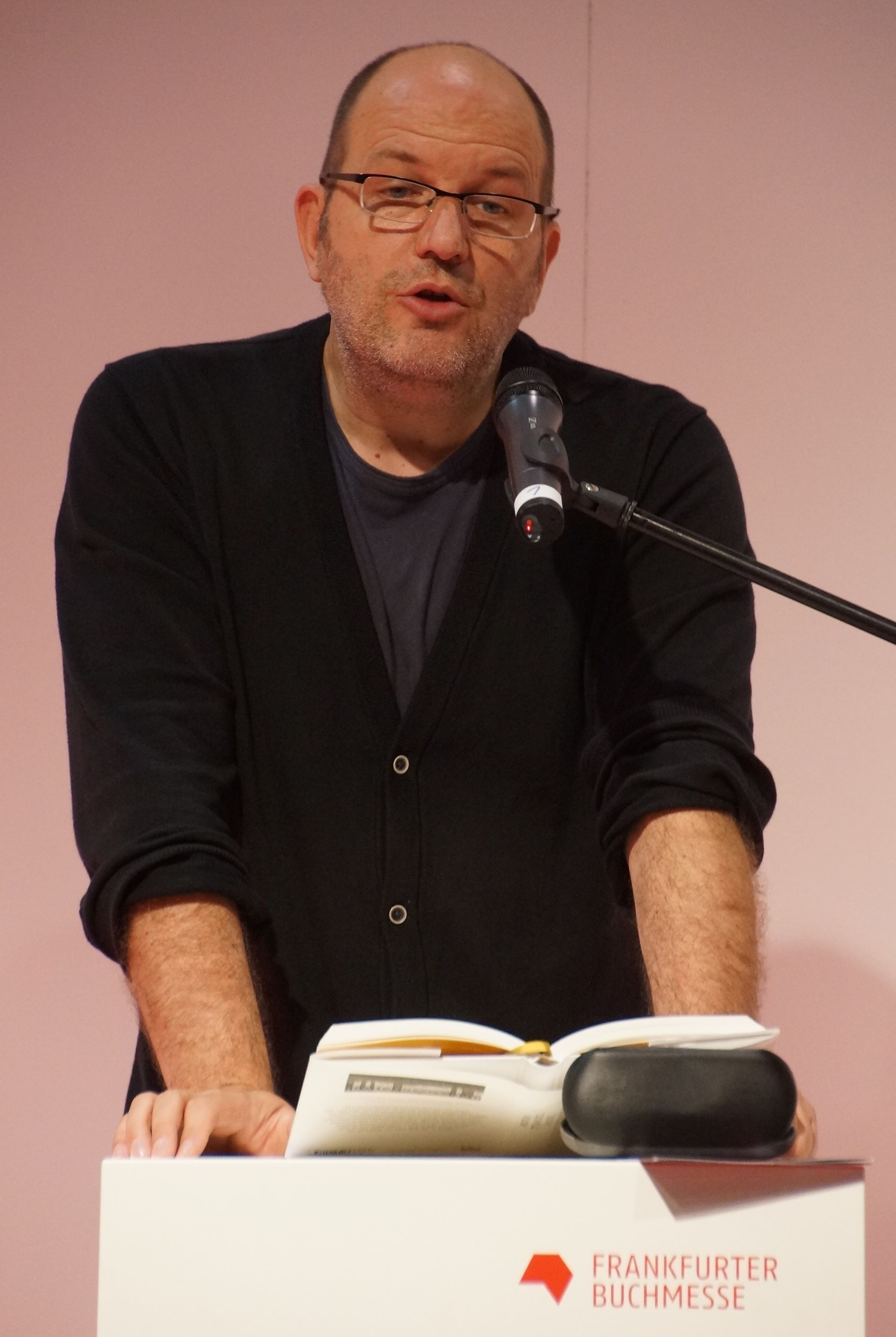
Jahresluchsgewinner 2020: Andreas Steinhöfel

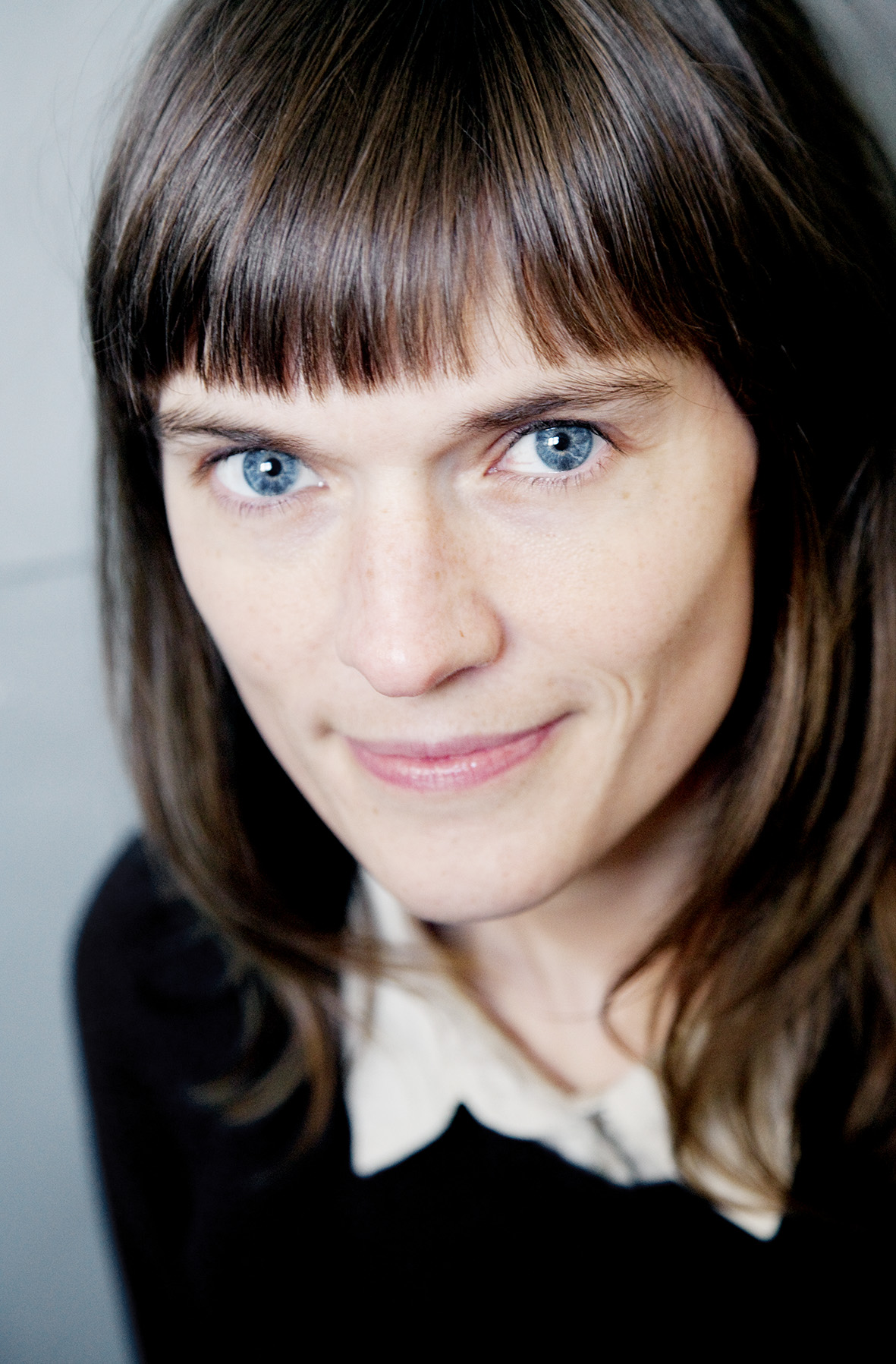
Jahresluchsgewinnerin 2019: Frida Nilsson

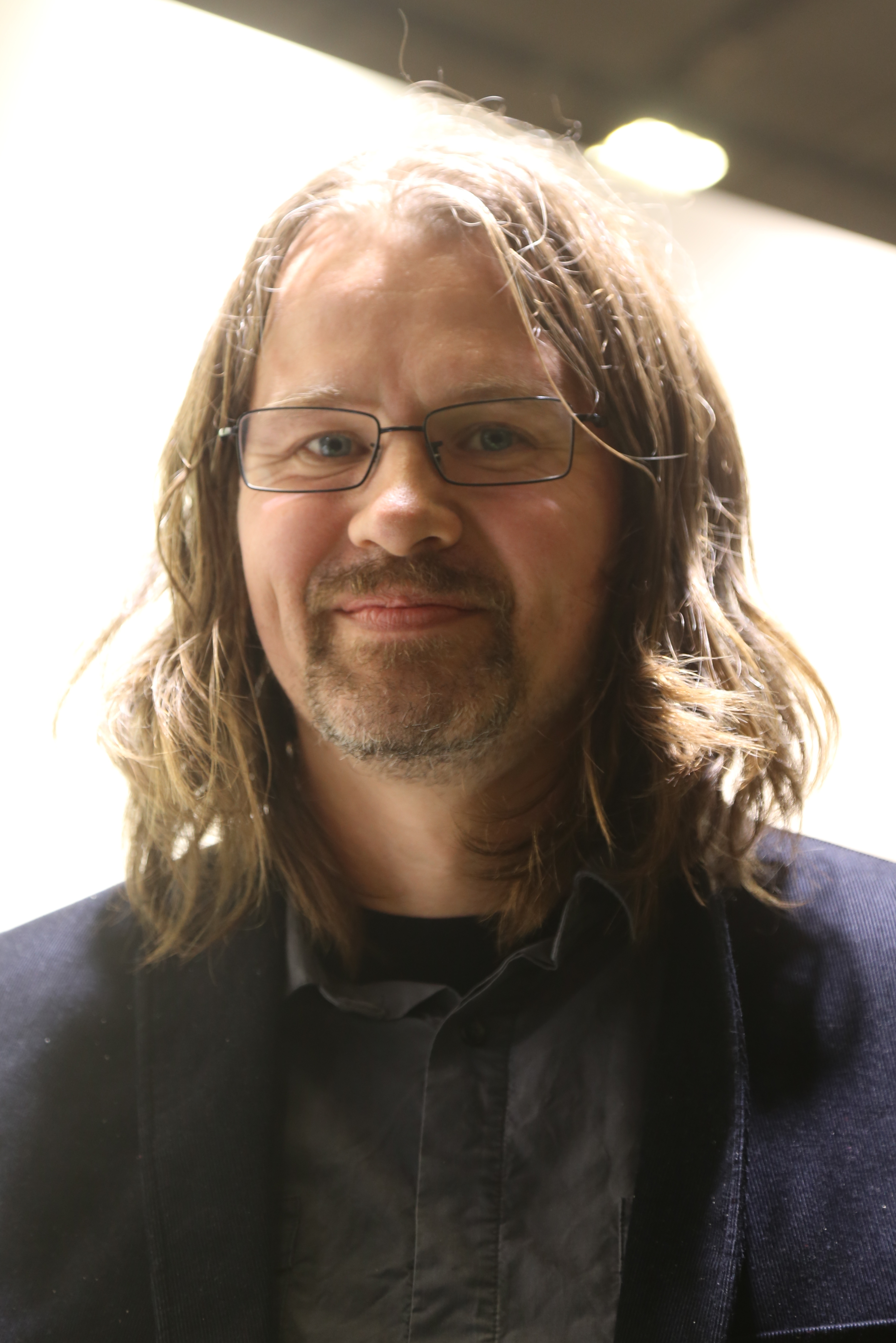
Jahresluchsgewinner 2016: Håkon Øvreås

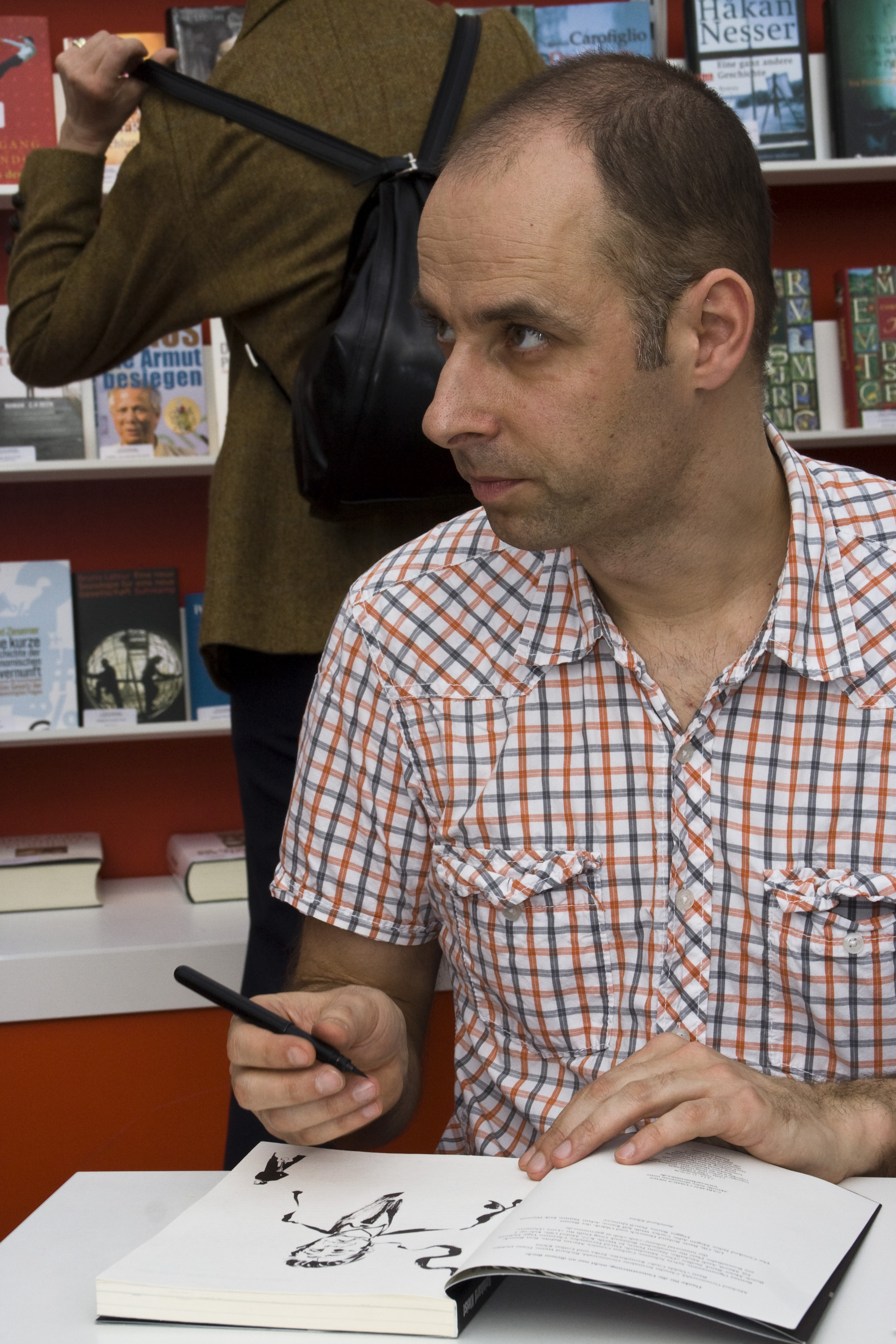
Jahresluchsgewinner 2015: Reinhard Kleist

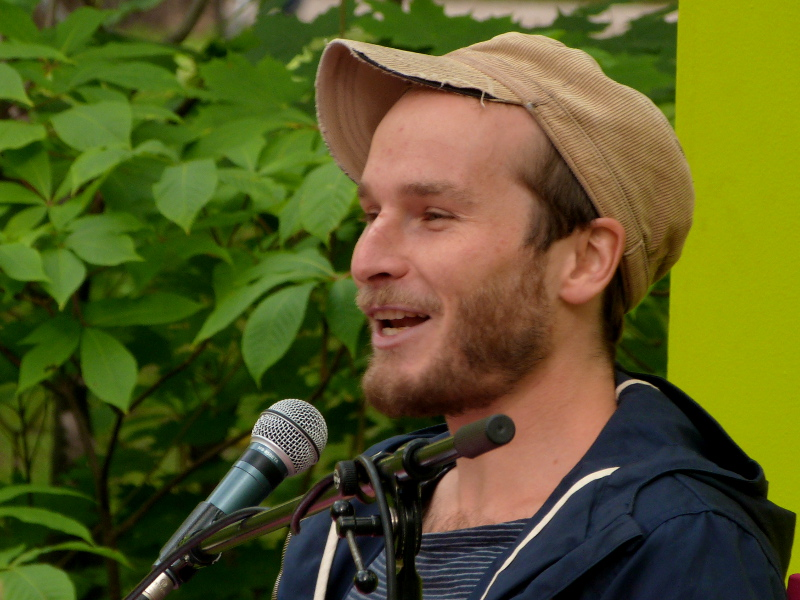
Jahresluchsgewinner 2014: Finn-Ole Heinrich

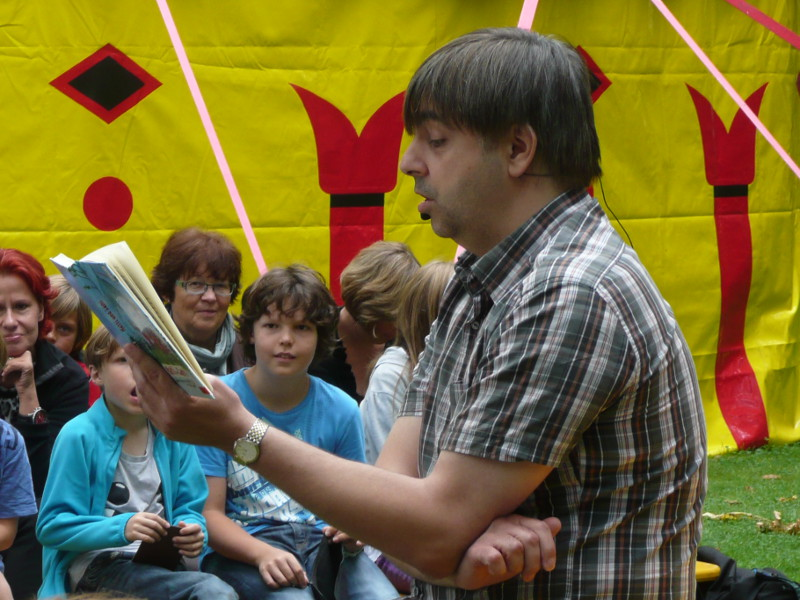
Jahresluchsgewinner 2011: Salah Naoura

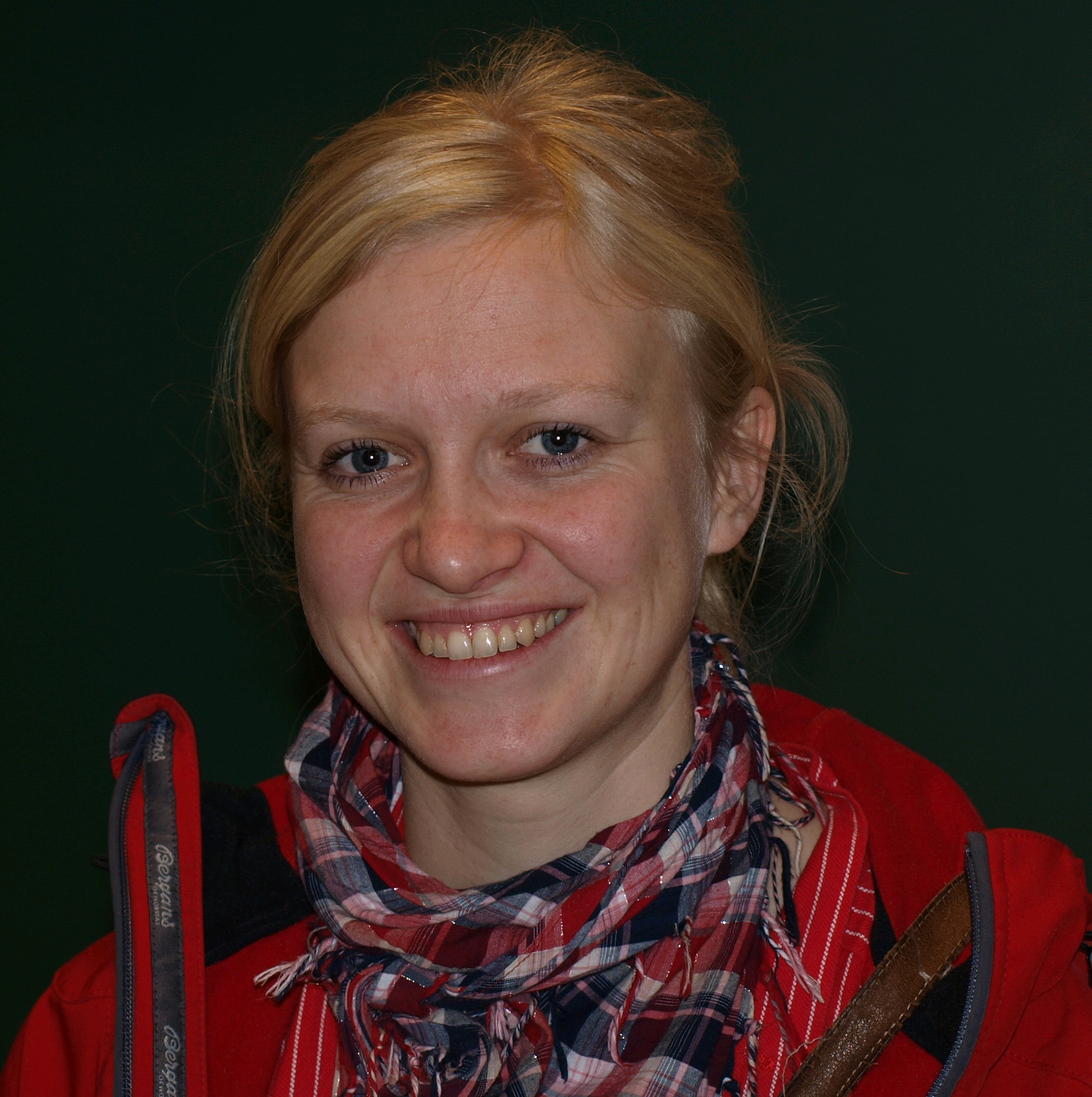
Jahresluchsgewinnerin 2010: Maria Parr

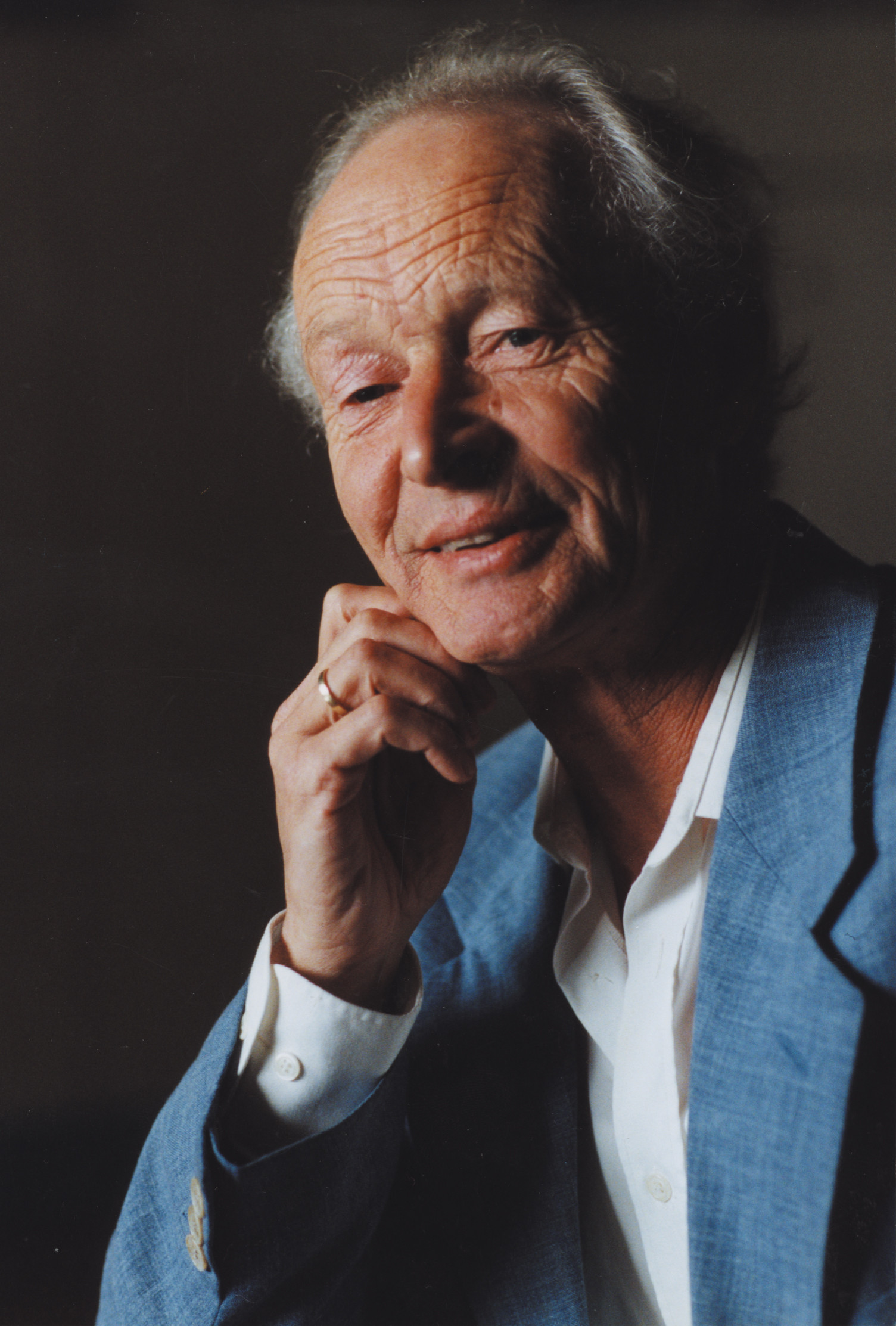
Jahresluchsgewinner 2006: Guus Kuijer

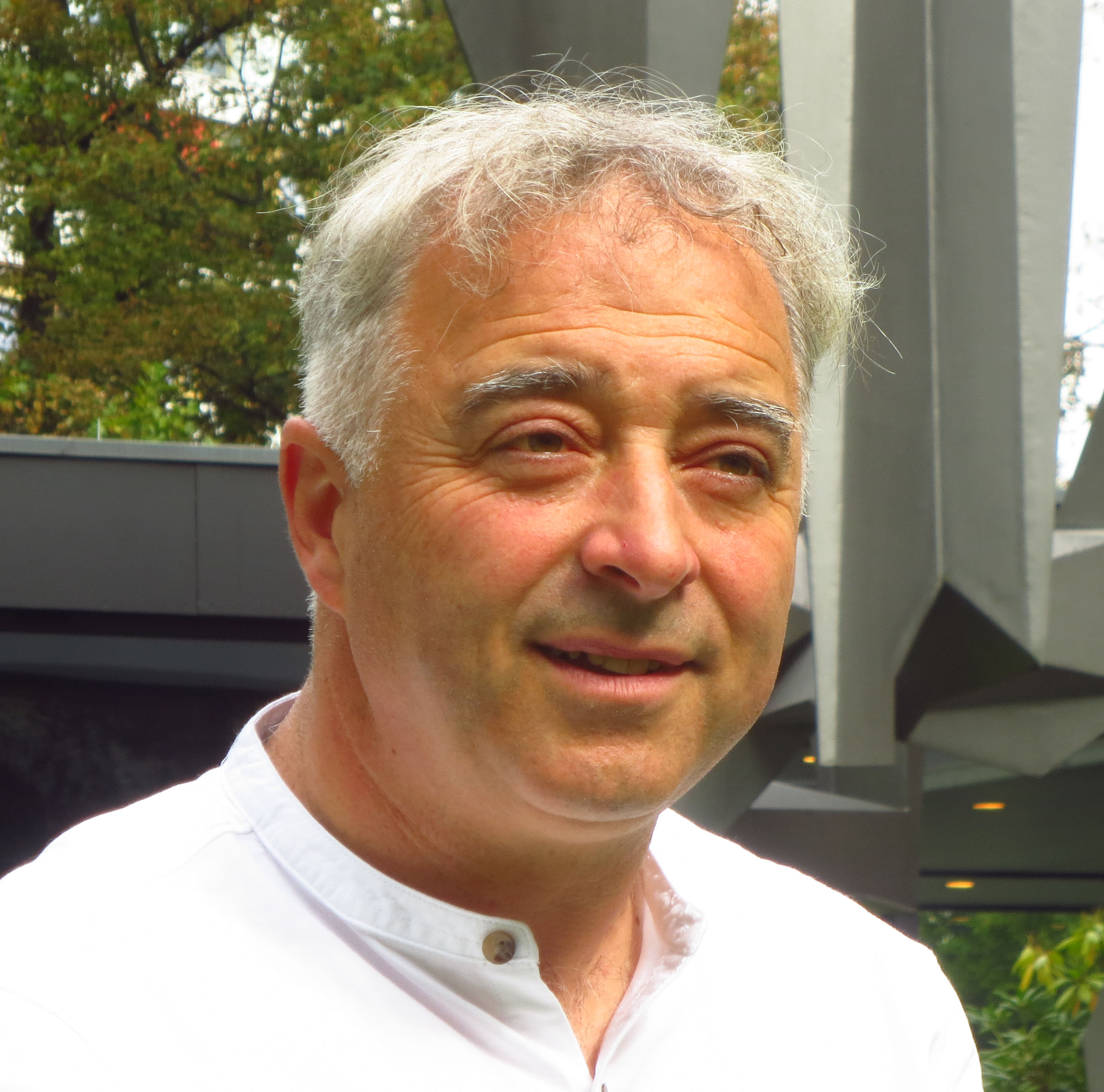
Jahresluchsgewinner 2004: Frank Cottrell Boyce

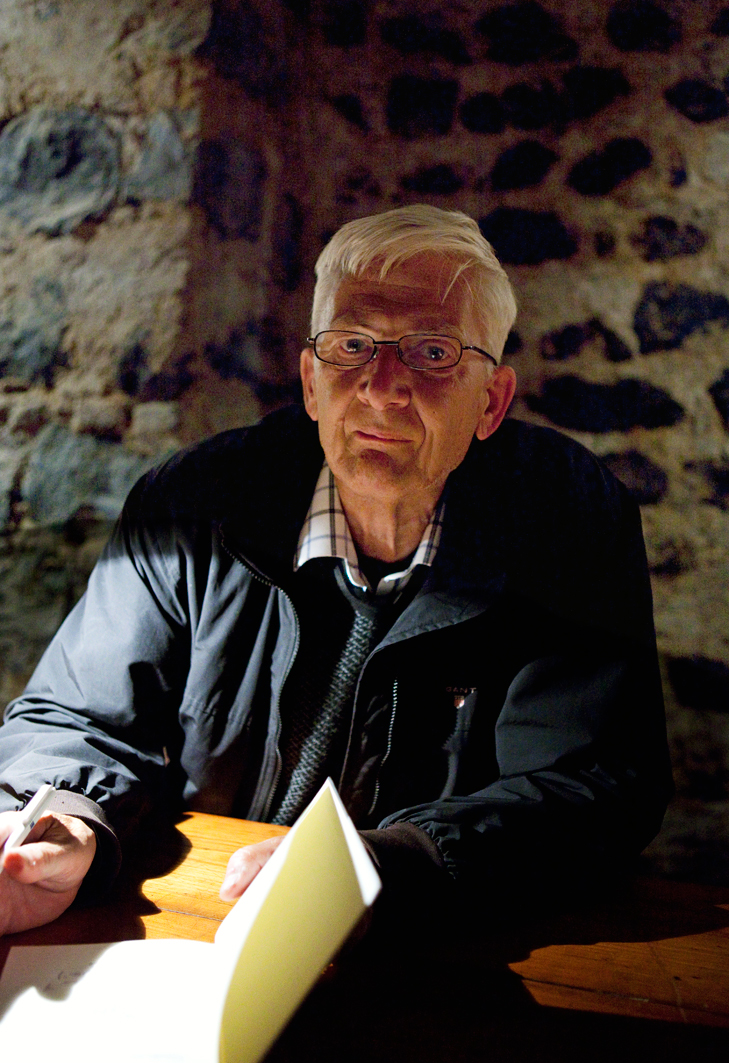
Jahresluchsgewinner 2003: Per Olov Enquist

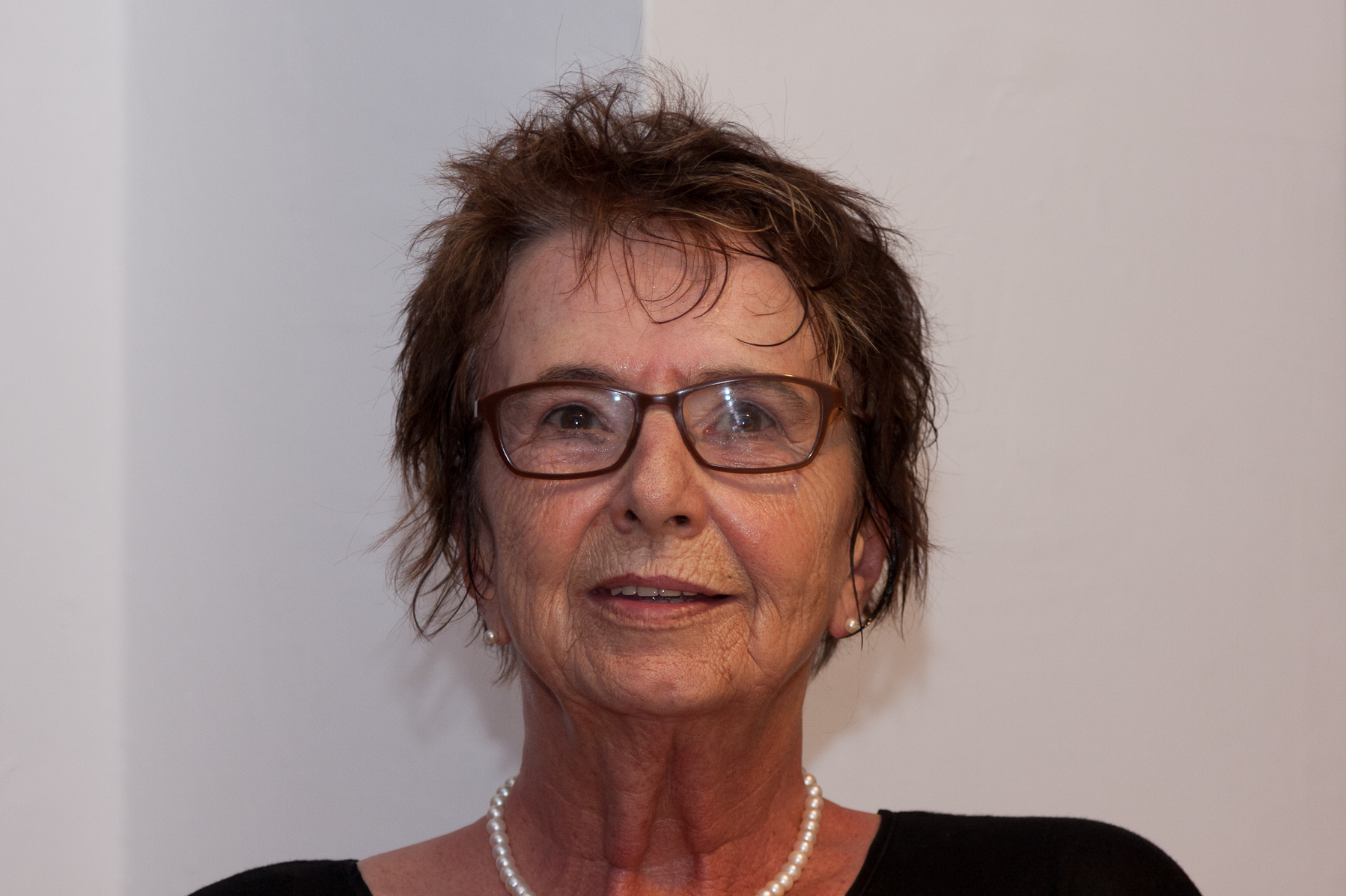
Jahresluchsgewinnerin 2001: Mirjam Pressler

Der Luchs des Monats ist ein undotierter Preis für Kinder- und Jugendliteratur, der seit 1986 von der Wochenzeitung Die Zeit und Radio Bremen zwölfmal im Jahr vergeben wird. Aus den zwölf Monats-Luchsen wird der Luchs des Jahres gekürt, der mit 8000 Euro dotiert ist.

## Geschichte
Der Luchs des Monats wurde von Ute Blaich von der Zeit und Marion Gerhard von Radio Bremen gegründet und erstmals am 3. Oktober 1986 vergeben. Das Luchs-Logo wurde von Friedrich Karl Waechter illustriert. Die erste Luchs-Jury bestand aus Ute Blaich, Birgit Dankert, Marion Gerhard, Jürgen Spohn, Jo Pestum und Rudolf Wenzel. Erster Luchs-Gewinner war das Buch Das Leben des Frederick Douglass als Sklave in Amerika von ihm selbst erzählt von Frederick Douglass. Von Oktober 1986 bis Mai 2020 wurden 400 Monats-Luchse vergeben, die durchnummeriert sind. 1997 wurde unter dem Luchs-Juryvorsitz von Konrad Heidkamp der Luchs des Monats um einen jährlichen, mit 8000 Euro dotierten Luchs des Jahres ergänzt, der von der Luchs-Jury aus den zwölf vorangegangenen Monatsluchsen ausgewählt wird. Der Luchs des Jahres wird jedes Jahr im März während der Leipziger Buchmesse vergeben. Die derzeitige Luchs-Jury besteht aus Katrin Hörnlein (Juryvorsitz), Brigitte Jakobeit, Benno von Lange, Jörg Bernardy und Katharina Mild.

## Jurys
Der Luchs des Monats und der Luchs des Jahres werden jeweils von einer unregelmäßig wechselnden Jury verliehen. Untenstehende Auflistung der verschiedenen Luchs-Juryzusammensetzungen ist unvollständig. Seit Luchs-Gründung ebenfalls in der Jury tätig waren: Andreas Steinhöfel, Gabi Bauer, Amelie Fried, Doris Dörrie, Mirjam Pressler, Barbara Scharioth, Jens Thiele und Konrad Heidkamp.
| Zeitraum                        | Luchs-Nummern   | Besetzung der Jury                                                                                                 |
| ------------------------------- | --------------- | --- |
| Oktober 1986 bis unbekannt      | 1 bis unbekannt | Ute Blaich, Birgit Dankert, Marion Gerhard, Jürgen Spohn, Jo Pestum, Rudolf Wenzel                                 |
| 2009                            | unbekannt       | Julia Franck, Marion Gerhard, Susanne Mayer, Franz Lettner, Hilde Elisabeth Menzel                                 |
| Januar bis Oktober 2013         | 312–321         | Karsten Binder, Birgit Dankert, Katrin Hörnlein (Juryvorsitz), Hartmut El Kurdi                                    |
| November bis Dezember 2013      | 322–323         | Karsten Binder, Birgit Dankert, Katrin Hörnlein (Juryvorsitz), Brigitte Jakobeit, Hartmut El Kurdi, Maria Linsmann |
| Januar 2014 bis Dezember 2014   | 324–334         | Karsten Binder, Katrin Hörnlein (Juryvorsitz), Brigitte Jakobeit, Hartmut El Kurdi, Maria Linsmann                 |
| Januar 2015 bis Oktober 2015    | 335–345         | Katrin Hörnlein (Juryvorsitz), Brigitte Jakobeit, Maria Linsmann, Anja Robert                                      |
| November 2015 bis Dezember 2015 | 346–347         | Brigitte Jakobeit, Maria Linsmann, Anja Robert, Judith Scholter (Juryvorsitz)                                      |
| Januar 2016 bis Juni 2016       | 348-253         | Brigitte Jakobeit, Maria Linsmann, Christoph Rieger, Anja Robert, Judith Scholter (Juryvorsitz)                    |
| Juli 2016 bis Oktober 2018      | 354–381         | Katrin Hörnlein (Juryvorsitz), Brigitte Jakobeit, Maria Linsmann, Christoph Rieger, Anja Robert                    |
| November 2018 bis Februar 2019  | 382–385         | Katrin Hörnlein (Juryvorsitz), Brigitte Jakobeit, Maria Linsmann, Anja Robert                                      |
| ab März 2019                    | ab 386          | Katrin Hörnlein (Juryvorsitz), Brigitte Jakobeit, Benno Hennig von Lange, Maria Linsmann, Anja Robert              |
| seit Januar 2020                | ab 396          | Katrin Hörnlein (Juryvorsitz), Brigitte Jakobeit, Benno Hennig von Lange, Klaus Humann, Anja Robert                |
| seit Januar 2022                | ab 420          | Katrin Hörnlein (Juryvorsitz), Brigitte Jakobeit, Benno Hennig von Lange, Ziphora Robina und Jörg Bernardy         |

## Zitate über den Luchs
„Die Zeit und Radio Bremen stellen ab Oktober 1986 alle vier Wochen ein Buch vor, das aus dem Gros der Neuerscheinungen herausfällt. Geschrieben gegen schicke Trends, Booms, Klischees, gegen Bestsellerspekulationen und die Konformität des nur unverbindlich "Netten". Keine Allzweckliteratur, kein Gefühlsschrott, keine bequeme Konsumiervorlage zum Weiterdösen. Dass Kinder und Jugendliteratur nicht mit Katzentischlektüre verwechselt werden darf, hat sich herumgesprochen.“

„[Der Luchs möchte] Kindern und Jugendlichen eine altersgemäße, aber künstlerisch hochwertige Literatur [...] bieten, die ihnen Welterklärung, Poesie und Lesemotivation zugleich sein kann. Luchs-prämierte Bücher bieten daher – glücklicherweise – keinen repräsentativen Überblick über die Gesamtproduktion deutschsprachiger Verlagsprogramme, wohl aber einen Querschnitt durch das obere Segment, die vielbeschworenen »Exzellenzen« der Kinder- und Jugendliteratur.“

„Wenn also die Bücher, die wir unseren Kindern geben, die Erwachsenen von morgen formen, sollten wir nur die bewegendsten Geschichten auswählen: beflügelnde und verzaubernde, Welten öffnende, aberwitzige und trotzige, ja, auch anrührende und tieftraurige Texte und Bilder, die Drei-, Acht- und Vierzehnjährige ebenso fesseln und begeistern wie die vor- oder mitlesenden Erwachsenen.“

## Preisträger

### Luchs des Monats-Preisträger (seit 1986)
Der Luchs des Monats wird seit 1986 vergeben. Untenstehende Auflistung ist unvollständig.

#### 1980er
1986
- 1 Oktober: Frederick Douglass (Text), Dietlinde Haug (Übersetzung): Das Leben des Frederick Douglass als Sklave in Amerika von ihm selbst erzählt (Auswahlliste: Leif Jörgensen: Der lange Marsch der Männer von Patzen, Dietlof Reiche: Der Einzige)
- 2 November: Mischa Damjan und Dušan Kàllay: Dezember und seine Freunde
- 3 Dezember: Gert Loschütz (Text), F. K. Waechter (Illustration): Das Pfennig-Mal

1987
- 4 Januar: Jin Xuqi und Markus Kappeler: Der Große Panda, Bedrohtes Leben im Bambuswald
- 14 November: Joke van Leeuwen: Deesje macht das schon (Auswahlliste: Nina Rauprich: Die sanften Riesen der Meere, Susie Morgenstern: Hallo Sarah! Hier ist Salah; Juryvorsitz: Renate Steinchen; Juroren: Birgit Dankert, Jo Pestum, Renate Steinchen, Rudolf Wenzel, Ute Blaich)

#### 1990er
1998
- 136 April: Andreas Steinhöfel: Die Mitte der Welt
- 137 Mai: Vedat Balakay und Julia Kaergel: Schwester Schaka und Kala, die Ziege
- 138 Juni: Shel Silverstein: Raufgefallen
- 139 Juli: Anthony Browne: Stimmen im Park
- 140 August: Thomas David: Die Brücke von Arles
- 141 September: Karlijn Stoffels: Mojsche und Rejsele
- 142 Oktober: Jutta Bauer: Die Königin der Farbe
- 143 November: Peter Sís: Tibet – Das Geheimnis der Schachtel
- 144 Dezember: Henning Wiesner und Günter Mattei: Viechereien

1999
- 145 Januar: Květa Pacovská: MitterNachtsSpiel
- 146 Februar: Virginia Euwer Wolff: Wenn dir das Leben eine Zitrone gibt, mach Limonade draus
- 147 März: Fatam B. und Freya Wiese: Hennamond
- 148 April: David Cordingly: Unter schwarzer Flagge
- 149 Mai: Pernilla Glaser: Tanz auf dünnem Eis
- 150 Juni: Pete Rowan und John Temperton: Hauptsache Köpfchen!
- 151 Juli: Heinz Janisch und Linda Wolfsgruber: Ich schenk’ dir einen Ton aus meinem Saxophon
- 152 August: Robert Piumini: Eine Welt für Madurer
- 153 September: Binette Schroeder: Laura
- 154 Oktober: Tomi Ungerer: Otto
- 155 November: Wolf Erlbruch: Nachts
- 156 Dezember: Laurence Binet: Mädchen, Unerwünscht und unterdrückt; Marie Agnes Combesque: Rassismus, Von der Beleidigung zum Mord; Reine-Marguerite Bayle: Landminen, Ein Bein für fünf Dollar; Bertrand Solet: Folter, Zeugen gegen das Schweigen

#### 2000er
2000
- 157 Januar: Cappuccino u. a.: Explicit Lyrics – Songtexte und Gedichte
- 158 Februar: Anne Provoost: Rosalenas Spiegel
- 159 März: Renate Habinger und Linda Wolfsgruber: Es war einmal von A bis Zett
- 160 April: Bart Moeyaert: Im Wespennest
- 161 Mai: Wolfdietrich Schnurre, Rotraut Susanne Berner: Die Prinzessin kommt um vier
- 162 Juni: Zoran Drvenkar: Im Regen stehen
- 163 Juli: Nadia Budde: Trauriger Tiger toastet Tomaten
- 164 August: Kim Fupz Aakeson: Ulla und alles
- 165 September: Jutta Richter: Der Tag, als ich lernte die Spinnen zu zähmen
- 166 Oktober: Louis Sachar: Löcher. Die Geheimnisse von Green Lake
- 167 November: Anne Maar und Bernd Mölck-Tassel: Pozor
- 168 Dezember: Jerry Spinelli: East End, West End

2001
- 169 Februar: David Almond: Zwischen gestern und morgen
- 170 März: Mirjam Pressler: Malka Mai
- 171 April: Guus Kuijer und Alice Hoogstad: Wir alle für immer zusammen
- 172 Mai: Ingrid Godon und Andre Sollié, Warten auf Seemann
- 173 Juni: Roberto Piumini: Der Diener der bösen Geister
- 174 Juli: Anne Möller und René Bucher: Über Land und durch die Luft
- 175 August: Katy Couprie und Antonin Louchard: Die ganze Welt
- 176 September: Jutta Bauer: Opas Engel
- 177 Oktober: Magdalena Köster: GegenPower
- 178 November: Mario Giordano: Der Mann mit der Zwitschermaschine
- 179 Dezember: David Klass: Ihr kennt mich nicht

2002
- 180 Februar: Martin Auer: Prinzessin Rotznase
- 181 März: Armin Greder: Die Insel
- 182 April: Jakob Wegelius: Esperanza
- 183 Mai: Zoran Drvenkar: Cengiz & Locke
- 184 Juni: Rudolf Kippenhahn: Streng geheim!
- 185 Juli: Franz Fühmann und Jacky Gleich: Anna, genannt Humpelhexe
- 186 August: Philip Ardagh: Schlimmes Ende
- 187 September: Katja Behrens: Hathaway Jones
- 188 Oktober: Brock Cole: Was wisst ihr denn schon
- 189 November: Barbara Kindermann und Johann Wolfgang von Goethe: Faust
- 190 Dezember: Renate Welsh: Dieda oder Das fremde Kind

2003
- 191 Januar: Hannes Binder und Lisa Tetzner: Die Schwarzen Brüder
- 192 Februar: Mikael Engström: Brando
- 193 März: Alois Prinz: Lieber wütend als traurig. Die Lebensgeschichte der Ulrike Meinhof
- 194 April: Melanie Kemmler: Der hölzerne Mann
- 195 Mai: Sharon Creech und Rotraut Susanne Berner: Der beste Hund der Welt
- 196 Juni: Ruth Vander Zee und Roberto Innocenti: Erikas Geschichte
- 197 Juli: Christoph Hein: Mama ist gegangen
- 198 August: Per Olov Enquist und Leonard Erlbruch: Großvater und die Wölfe
- 199 September: Tamara Bach: Marsmädchen
- 200 Oktober: Bart Moeyaert und Wolf Erlbruch: Am Anfang
- 201 November: Margaret Wild: Jinx
- 202 Dezember: Elke von Radziewsky: Die Sache mit dem grünen Daumen

2004
- 203 Januar: Jürg Schubiger und Jassen Ghiuselev: Seltsame Abenteuer des Don Quijote
- 204 Februar: Nelson Mandela: Meine afrikanischen Lieblingsmärchen
- 205 März: Kate DiCamillo: Despereaux
- 206 April: Georg Bydlinski und Jens Rassmus: Der Zapperdockel und der Wock
- 207 Mai: Ron Koertge: Monsterwochen
- 208 Juni: Wolf Erlbruch: Die große Frage
- 209 Juli: Frank Cottrell Boyce: Millionen
- 210 August: Jutta Richter und Quint Buchholz: Hechtsommer
- 211 September: David Macaulay: Sie bauten eine Moschee
- 212 Oktober: George Saunders: Die furchtbar hartnäckigen Gapper von Frip
- 213 November: Antonie Schneider und Isabel Pin: Kleiner König, wer bist du?
- 214 Dezember: Peter Sís: Der Baum des Lebens

2005
- 215 Januar: Tony Kushner und Maurice Sendak: Brundibár
- 216 Februar: Joke van Leeuwen: Weißnich
- 217 März: Sabine Friedrichson und Hans Christian Andersen: Das Leben ist das schönste Märchen, denn darin kommen wir selber vor
- 218 April: Marjaleena Lembcke: Die Fremde im Garten
- 219 Mai: Iain Lawrence: Die Tochter des Leuchtturmwärters
- 220 Juni: Hermann Vinke: Das Dritte Reich
- 221 Juli: Linda Wolfsgruber: Zwei x Zwirn – Ein Buchstabenspiel
- 222 August: Sarah Weeks: So B. It – Heidis Geschichte
- 223 September: Chen Jianghong: Der Tigerprinz, aus dem Französischen von Erika Klewer und Karl A. Klewer
- 224 Oktober: Dolf Verroen: Wie schön weiß ich bin, aus dem Niederländischen von Rolf Erdorf
- 225 November: Meg Rosoff: So lebe ich jetzt
- 226 Dezember: Brigitte Schär/Jörg Müller: Die Weihnachts-Show

2006
- 227 Januar: Zoran Drvenkar: Die Nacht, in der meine Schwester den Weihnachtsmann entführte
- 228 Februar: Guus Kuijer: Das Buch von allen Dingen
- 229 März: Emily Gravett: Achtung Wolf!
- 230 April: Isabel Pin: Ein Regentag im Zoo
- 231 Mai: Sharon Creech: Herznah
- 232 Juni: Mario Giordano: Emil Nolde für Kinder
- 233 Juli: Claus Kleber: Nachrichten, die Geschichte machten – Von der Antike bis heute
- 234 August: Bart Moeyaert: Sieben Brüder
- 235 September: Arthur Geisert: Licht aus!
- 236 Oktober: Antje von Stemm: Extrembasteln
- 237 November: Jürg Schubiger: Franz Hohler, Jutta Bauer: Aller Anfang
- 238 Dezember: Armin Abmeier: Hör zu, es ist kein Tier so klein, das nicht ein Bruder von dir könnte sein

2007
- 239 Januar: Claire d’Harcourt Was macht der Bär im Museum?
- 240 Februar: Jürg Schubiger/Eva Muggenthaler: Der weiße und der schwarze Bär
- 241 März: John Green: Eine wie Alaska
- 242 April: David Wiesner: Strandgut
- 243 Mai: Zoran Drvenkar: Paula und die Leichtigkeit des Seins
- 244 Juni: Franz Fühmann: Ein Sommernachtstraum, ein Märchen nach Shakespeare
- 245 Juli: Mireille Geus: Big
- 246 August: Nikolaus Nützel: Sprache oder Was den Mensch zum Menschen macht
- 247 September: Irma Krauß: Das Wolkenzimmer
- 248 Oktober: Julia Friese Christian Duda: Alle seine Entlein
- 249 November: Tamara Bach: Jetzt ist hier
- 250 Dezember: Paula Fox: Ein Bild von Ivan

2008
- 251 Noah Flug und Martin Schäuble: Die Geschichte der Israelis und Palästinenser
- 252 Patricia McCormick: Verkauft
- 253 Andreas Steinhöfel: Rico, Oskar und die Tieferschatten
- 254 Erna Kuik: Zwei lange, lange Ohren
- 255 Bart Moeyaert: Mut für drei
- 256 Marjaleena Lembcke und Heike Ellermann: Der große Sieg des lächerlichen Generals
- 257 Hermann Vinke: Die DDR
- 258 Sally Nicholls: Wie man unsterblich wird – Jede Minute zählt
- 259 Blake Nelson: Paranoid Park
- 260 Shaun Tan: Geschichten aus der Vorstadt des Universums, übersetzt von Eike Schönfeld
- 261 Peter van Gestel: Wintereis, übersetzt von Mirjam Pressler
- 262 Marjolijn Hof: Tote Maus für Papas Leben, übersetzt von Meike Blatnik
- 263 Rudyard Kipling: Die Dschungelbücher, neu übersetzt von Gisbert Haefs, illustriert von Martin Baltscheit

2009
- 264 Mirjam Pressler: Nathan und seine Kinder
- 265 Karla Schneider: Wenn ich das 7. Geißlein wär
- 266 Jacob van der Hoeden: Lienekes Hefte, übersetzt von Edmund Jacoby
- 267 Meg Rosoff: Damals, das Meer, übersetzt von Brigitte Jakobeit
- 268 Nadia Budde: Such dir was aus, aber beeil dich!
- 269 mehrere: Klick! Zehn Autoren erzählen einen Roman, übersetzt von Birgitt Kollmann
- 270 Jakob Wegelius: Sally Jones – Eine Weltreise in Bildern, übersetzt von Gabriele Haefs
- 271 Guillaume Duprat: Seit wann ist die Erde rund? Wie sich die Völker unseren Planeten vorstellen, übersetzt von Stephanie Singh
- 272 Chen Jianghong: An Großvaters Hand, übersetzt von Tobias Scheffel
- 273 Shaun Tan: Die Fundsache, übersetzt von Eike Schönfeld
- 274 Mikael Engström: Ihr kriegt mich nicht!, übersetzt von Birgitta Kicherer
- 275 Kveta Pacovská: Bunte, wilde, böse Hexe

#### 2010er
2010
- 276 Januar: Julia Friese und Jorge Luján: Papierschiff ahoi!, übersetzt von Christian Duda
- 277 Februar: Roddy Doyle: Wildnis, übersetzt von Andreas Steinhöfel
- 278 März: Aleksandra Machowiak und Daniel Mizieliński: Lust-Bau, Bau-Lust
- 279 April: Jürg Schubiger: Der Wind hat Geburtstag, mit Illustrationen von Wiebke Oeser
- 280 Mai: Jenny Valentine: Kaputte Suppe
- 281 Juni: Veronika Baum, Geli Schmaus: Bühne frei! Ein Tag am Theater
- 282 Juli: Sofie Laguna: Ich bin Bird
- 283 August: Janne Teller: Nichts
- 284 September: Maria Parr: Sommersprossen auf den Knien
- 285 Oktober: Jana Scheerer: Mein innerer Elvis
- 286 November: Jorge Bucay: Wie der Elefant die Freiheit fand
- 287 Dezember: Internationale Jugendbibliothek (Hrsg.): Arche Kinderkalender 2011

2011
- 288 Januar: E. Nikes: Ich mach dich tot
- 289 Februar: Jean-Luc Fromental/Joëlle Jolivet: Oups!
- 290 März: Tanneke Wigersma und Andrea Kluitmann (Übersetzung): Ole Habichtman
- 291 April: Michael de Guzman: Die Schlawiner
- 292 Mai: Anne-Laure Bondoux: Zeit der Wunder
- 293 Juni: Heekyoung Kim: Wo geht’s lang?
- 294 Juli: Kate de Goldi: Abends um Zehn
- 295 August: Salah Naoura: Matti und Sami und die drei größten Fehler des Universums
- 296 September: Kazuaki Yamada: Mein roter Ballon
- 297 Oktober: Uri Orlev: Ein Königreich für Eljuscha
- 298 November: Lesley Fairfield: Du müsst dünn sein
- 299 Dezember: Susanne Fischer: Der Aufstand der Kinder (empfohlen ab 10 Jahren)

2012
- 300 Januar: Oscar Brenifier/Jacques Després: Was, wenn es nur so aussieht, als wäre ich da? (empfohlen ab 12 Jahren)
- 301 Februar: Kitty Crowther: Annie (empfohlen ab 9 Jahren)
- 302 März: Reinhard Osteroth: Holz: Was unsere Welt zusammenhält (empfohlen ab 12 Jahren)
- 303 April: Iva Procházková: Orangentage (empfohlen ab 14 Jahren)
- 304 Mai: Saskia Hula: Die beste Bande der Welt (empfohlen ab 5 Jahren)
- 305 Juni: Rolf Lappert: Pampa Blues (empfohlen ab 14 Jahren)
- 306 Juli: Ursula Dubosarsky: Nicht jetzt, niemals (empfohlen ab 14 Jahren)
- 307 August: Yves Grevet: Méto – Das Haus (empfohlen ab 12 Jahren)
- 308 September: Tom Schamp / Übersetzung Harry Rowohlt: Das tollste ABC der Welt[5] (empfohlen ab 5 Jahren)
- 309 Oktober: John Green: Das Schicksal ist ein mieser Verräter[6] (empfohlen ab 14 Jahren)
- 310 November: Wouter van Reek: Krawinkel & Eckstein. Auf den Spuren von Piet Mondrian.[7] Übersetzt von Rolf Erdorf (empfohlen ab 5 Jahren)
- 311 Dezember: Werner Heickmann: Die Vogelinsel (empfohlen ab 14 Jahren)

2013
- 312 Januar: Jowi Schmitz: Olivia – Manchmal kommt das Glück von ganz allein [8] (empfohlen ab 10 Jahren)
- 313 Februar:Anke M. Leitzgen / Lisa Rienermann: Entdecke, was dir schmeckt[9] (empfohlen ab 6 Jahren)
- 314 März Roddy Doyle: Mary, Tansey und die Reise in die Nacht[10] (empfohlen ab 12 Jahren)
- 315 April: Michael Stavaric / Dorothee Schwab: Gloria nach Adam Riese[11] (empfohlen ab 4 Jahren)
- 316 Mai: Raquel J. Palacio: Wunder (empfohlen ab 12 Jahren)
- 317 Juni: Dave Shelton: Bär im Boot[12] (empfohlen ab 9 Jahren)
- 318 Juli: Heidi Trpak: Gerda Gelse – Allgemeine Weisheiten über Stechmücken (empfohlen ab 5 Jahren)
- 319 August: Inés Garland: Wie ein unsichtbares Band (empfohlen ab 16 Jahren)
- 320 September: Sylvain Victor: Das rote Trikot. Eine afrikanische Reise (empfohlen ab 5 Jahren)
- 321 Oktober: Kirsten Boie: Es gibt Dinge, die kann man nicht erzählen (empfohlen ab 12 Jahren)
- 322 November: Bárður Oskarsson: Das platte Kaninchen (empfohlen ab 5 Jahren)
- 323 Dezember: Aleksandra Mizielinska und Daniel Mizielinski: Alle Welt. Das Landkartenbuch (empfohlen ab 6 Jahren)

2014
- 324 Januar: John Boyne: Die unglaublichen Abenteuer des Barnaby Brocket (empfohlen ab 10 Jahren)
- 325 Februar: Sarah Crossan: Die Sprache des Wassers (empfohlen ab 14 Jahren)
- 326 März: David Levithan: Letztendlich sind wir dem Universum egal (empfohlen ab 16 Jahren)
- 327 April: Lemony Snicket und Jon Klassen: Dunkel (empfohlen ab 4 Jahren)
- 328 Mai: Katherine Hannigan: Die Wahrheit, wie Delly sie sieht (empfohlen ab 12 Jahren)
- 329 Juni: Torben Kuhlmann: Lindbergh – Die abenteuerliche Geschichte einer fliegenden Maus (empfohlen ab 5 Jahren)
- 330 Juli: Tom Avery: Der Schatten meines Bruders (empfohlen ab 14 Jahren)
- 331 August: Jenny Jägerfeld: Der Schmerz, die Zukunft, meine Irrtümer und ich (empfohlen ab 15 Jahren)
- 332 September: Stephen Collins: Der gigantische Bart, der böse war (empfohlen ab 16 Jahren)
- 333 Oktober: Barry Jonsberg: Das Blubbern von Glück (empfohlen ab 12 Jahren)
- 334 November: Finn-Ole Heinrich: Die erstaunlichen Abenteuer der Maulina Schmitt (empfohlen ab 11 Jahren)
- 335 Dezember: Jan Paul Schutten und Verena Kiefer (Übersetzung): Evolution oder Das Rätsel von allem, was lebt (empfohlen ab 10 Jahren)

2015
- 336 Januar: Xavier-Laurent Petit: Mein kleines dummes Herz (empfohlen ab 8 Jahren)
- 337 Februar: Susan Kreller: Schneeriese (empfohlen ab 14 Jahren)
- 338 März: Iwona Chmielewska: Ojemine! (empfohlen ab 5 Jahren)
- 339 April: Vince Vawter: Wörter auf Papier (empfohlen ab 14 Jahren)
- 340 Mai: Reinhard Kleist: Der Traum von Olympia. Die Geschichte von Samia Yusuf Omar (empfohlen ab 14 Jahren)
- 341 Juni: Oliver Jeffers: Steckt (empfohlen ab 4 Jahren)
- 342 Juli: Anna Woltz und Andrea Kluitmann (Übersetzung): Meine wunderbar seltsame Woche mit Tess (empfohlen ab 10 Jahren)
- 343 August: Marco Kunst und Rolf Erdorf (Übersetzung): Flieg! (empfohlen ab 12 Jahren)
- 344 September: James Dawson: How To Be Gay –
- 345 Oktober: Mikael Engström, Peter Schössow: Kaspar, Opa und der Monsterhecht –
- 346 November: Maren Gottschalk: Factory Man. Die Lebensgeschichte des Andy Warhol –
- 347 Dezember: Marjolijn Hof (Text) und Meike Blatnik (Übersetzung): Opi Kas, die Zimtziegen und ich

2016
- 348 – Januar: Chen Jianghong (Text und Illustration) und Tobias Scheffel (Übersetzung): Ich werde Berge versetzen
- 349 – Februar: Dianne Touchell (Text) und Birgit Schmitz (Übersetzung): Kleiner Wahn
- 350 – März: Jon Nichols (Text), Tucker Nichols (Illustration) und Kati Hertzsch (Übersetzung): Herr Sauermann sucht seine Zähne
- 351 – April: Jan De Leeuw und Rolf Erdorf (Übersetzung): Eisvogelsommer
- 352 – Mai: Owen Davey (Text und Illustration) und Gundula Müller-Wallraf (Übersetzung): Die Affenbande (Sach- und Bilderbuch)
- 353 – Juni: Håkon Øvreås (Text), Øyvind Torseter (Illustration) und Angelika Kutsch (Übersetzung): Super-Bruno
- 354 – Juli: JonArno Lawson (Text) und Sydney Smith (Illustration): Überall Blumen
- 355 – August: Nils Mohl (Text): Zeit für Astronauten (Jugendbuch, ab 14 Jahre)
- 356 – September: Mehrnousch Zaeri-Esfahani (Text): 33 Bogen und ein Teehaus (empfohlen ab 12 Jahren)
- 357 – Oktober: Isabel Minhós Martins und Bernardo P. Carvalho: Hier kommt keiner durch! (empfohlen ab 4 Jahren)
- 358 – November: Anna Woltz (Text), Andrea Kluitmann (Übersetzung): Gips oder Wie ich an einem einzigen Tag die Welt reparierte
- 359 – Dezember: Julya Rabinowich: Dazwischen: Ich

2017
- 360 – Januar: Annette Herzog und Katrine Clante für Pssst! (empfohlen ab 10 Jahren)
- 361 – Februar: Dominic Walliman und Ben Newman für Professor Astrokatz – Physik ohne Grenzen (Kindersachbuch, empfohlen ab 8 Jahren)
- 362 – März: Stefanie Höfler für Tanz der Tiefseequalle (Jugendbuch, ab 14 Jahre)
- 363 – April: Mette Eike Neerlin für Pferd, Pferd, Tiger, Tiger (Jugendroman)
- 364 – Mai: Jens Raschke (Text) und Jens Rassmus (Illustration) für Schlafen Fische? (Kinderbuch, empfohlen ab 9 Jahren)
- 365 – Juni: Lauren Wolk für Das Jahr, in dem ich lügen lernte (Kinderbuch)
- 366 – Juli: Øyvind Torseter für Der siebente Bruder oder Das Herz im Marmeladenglas  (Kinderbuch, empfohlen ab 10 Jahren)
- 367 – August: Nicola Yoon für The Sun Is Also a Star (Jugendbuch, empfohlen ab 14 Jahren)
- 368 – September: Sara Lövestam für Wie ein Himmel voller Seehunde (empfohlen ab 14 Jahren)
- 369 – Oktober: Alexandra Litwina (Text) und Anna Desnitskaya (Illustration) für In einem alten Haus in Moskau (empfohlen für Jugendliche ab 14 Jahren)
- 370 – November: Clementine Beauvais für Die Königinnen der Würstchen (Jugendbuch)
- 371 – Dezember: Frida Nilsson (Text), Torben Kuhlmann (Illustration), Friederike Buchinger (Übersetzung) für Siri und die Eismeerpiraten (empfohlen für Kinder ab 10 Jahren)

2018
- 372 – Januar: Katharina von der Gathen (Text) und Anke Kuhl (Illustration) für Das Liebesleben der Tiere (Kindersachbuch)
- 373 – Februar: Brendan Wenzel für Alle sehen eine Katze (empfohlen für Kinder ab 4 Jahren)
- 374 – März: Sarah Crossan und Brian Conaghan für Nicu & Jess (empfohlen für Jugendliche ab 14 Jahren)
- 375 – April: Joanne Schwartz (Text) und Sydney Smith (Illustration), Bernadette Ott (Übersetzung) für das Bilderbuch Stadt am Meer  (empfohlen für Kinder ab 5 Jahren)
- 376 – Mai: Dirk Pope für den Jugendroman Abgefahren (empfohlen für Jugendliche ab 14 Jahren)
- 377 – Juni: Gideon Samson für das Jugendbuch Sternschnuppensommer (empfohlen für Jugendliche ab 12 Jahren)
- 378 – Juli: Frida Nilsson (Text), Ulf K. (Illustration) und Friederike Buchinger (Übersetzung) für den Kinderroman Ich und Jagger gegen den Rest der Welt (empfohlen für Kinder ab 9 Jahren)
- 379 – August: Martin Muser für den Kinderroman Kannawoniwasein! Manchmal muss man einfach verduften (empfohlen für Kinder ab 9 Jahren)
- 380 – September: Elisabeth Steinkellner für den Jugendroman Dieser wilde Ozean, den wir Leben nennen (empfohlen für Jugendliche ab 14 Jahren)
- 381 – Oktober: Bibi Dumon Tak für Taks große Vogelschau (empfohlen für Kinder ab 9 Jahren)
- 382 – November: Jason Reynolds (Text) und Anja Hansen-Schmidt (Übersetzung) für Ghost. Jede Menge Leben (empfohlen für Jugendliche ab 12 Jahren)
- 383 – Dezember: Ulrich Hub (Text) und Jörg Mühle (Illustration) für Das letzte Schaf (empfohlen für Kinder ab 6 Jahren)

2019
- 384 – Januar: Ingrid O. Volden (Text) und Nora Pröfrock (Übersetzung) für Unendlich mal unendlich mal mehr (empfohlen für Kinder ab 11 Jahren)
- 385 – Februar: Marian De Smet (Text) und Andrea Kluitmann (Übersetzung) für Hendrik zieht nicht um (empfohlen für Kinder ab 6 Jahren)
- 386 – März: Susan Schädlich (Text) und Gesine Grotrian (Illustration) für das Sachbuch Fragen an Europa. Was lieben wir? Was fürchten wir? (empfohlen für Jugendliche ab 12 Jahren)
- 387 – April: Tamara Bach für Wörter mit L (empfohlen für Kinder ab 11 Jahren)
- 388 – Mai: Werner Holzwarth (Text) und Mehrdad Zaeri (Illustration) für das Bilderbuch Mein Jimmy (empfohlen für Kinder ab 5 Jahren)
- 389 – Juni: Don Zolidis für Dies ist keine Liebesgeschichte (empfohlen für Jugendliche ab 14 Jahren)
- 390 – Juli: Will Gmehling für Freibad. Ein ganzer Sommer unter dem Himmel (empfohlen für Kinder ab 10 Jahren)
- 391 – August: Alex Wheatle (Text) und Conny Lösch (Übersetzung) für die „Crongton“-Trilogie mit Wer braucht ein Herz, wenn es gebrochen werden kann, Die Ritter von Crongton und Liccle Bit – Der Kleine aus Crongton (empfohlen für Jugendliche ab 14 Jahren)
- 392 – September: Frida Nilsson (Text), Torben Kuhlmann (Illustration) und Friederike Buchinger (Übersetzung) für Sasja und das Reich jenseits des Meeres (empfohlen ab 11 Jahren)
- 393 – Oktober: Mariko Tamaki (Text), Jillian Tamaki (Illustration) und Sven Scheer (Übersetzung) für Skim (Graphic Novel; empfohlen für Jugendliche ab 14 Jahren)
- 394 – November: Lucia Zamolo für Rot ist doch schön (Thema Menstruation; empfohlen für Kinder ab 10 Jahren)
- 395 – Dezember: Arne Rautenberg (Text) und Katrin Stangl (Illustration) für Vier Kerzen, drei Könige, zwei Augen, ein Stern (24 neue Weihnachtsgedichte; empfohlen für Kinder ab 5 Jahren)

#### 2020er
2020
- 396 – Januar: Susan Kreller für Elektrische Fische (empfohlen ab 12 Jahren)
- 397 – Februar: Alexandre Galand (Text), Delphine Jacquot (Illustration) und Anke Wagner-Wolff (Übersetzung) für das Sachbuch Die Welt in der Wunderkammer (empfohlen ab 10 Jahren)
- 398 – März: Sarah Jäger für den Roman Nach vorn, nach Süden (empfohlen ab 14 Jahren)
- 399 – April: Chris Naylor-Ballesteros (Text und Illustration) und Uwe-Michael Gutzschhahn (Übersetzung) für das Bilderbuch Der Koffer (empfohlen ab 4 Jahren)
- 400 – Mai: Ulf Stark (Text), Regina Kehn (Illustration) und Birgitta Kicherer (Übersetzung) für den Kinderroman  Als ich die Pflaumen des Riesen klaute (empfohlen ab 6 Jahren)
- 401 – Juni: Anke Kuhl für den autobiografischen Kinder-Comic Manno! Alles genau so in echt passiert (empfohlen ab 7 Jahren)
- 402 – Juli: Marianne Kaurin (Text) und Franziska Hüther (Übersetzung) für den Kinderroman Irgendwo ist immer Süden (empfohlen ab 11 Jahren)
- 403 – August: Victor Jestin (Text) und Sina de Malafosse (Übersetzung) für den Roman Hitze (empfohlen ab 14 Jahren)
- 404 – September: Lukas Jüliger für die Graphic Novel Unfollow (empfohlen ab 14 Jahren)
- 405 – Oktober: Andreas Steinhöfel (Text), Peter Schössow (Illustration) für den Roman Rico, Oskar und das Mistverständnis (empfohlen ab 10 Jahren)
- 406 – November: Elisabeth Steinkellner für den Roman Papierklavier (empfohlen ab 14 Jahren)
- 407 – Dezember: Sydney Smith (Text und Illustration) und Bernadette Ott (Übersetzung) für das Kinderbuch Unsichtbar in der großen Stadt (empfohlen ab 4 Jahren)

2021
- 408 – Januar: Susin Nielsen (Text), Leslie Mechanic (Illustration) und Anja Herre (Übersetzung) für das Jugendbuch Adresse unbekannt (empfohlen ab 11 Jahren)
- 409 – Februar: Michael Gerard Bauer für das Jugendbuch Dinge, die so nicht bleiben können (empfohlen ab 13 Jahren)
- 410 – März: Romana Romanyschyn und Andrij Lessiw für das Sach-Bilderbuch Sehen (empfohlen ab 8 Jahren)
- 411 – April: Juliane Pickel für das Jugendbuch Krummer Hund (empfohlen ab 14 Jahren)
- 412 – Mai: Birte Müller (Text) und Yannick de la Pêche (Illustration) für das Kindersachbuch Wie krank ist DAS denn?! Gruselige Krankheiten von früher und heute (empfohlen ab 8 Jahren)
- 413 – Juni: Jason Reynolds (Text) und Anja Hansen-Schmidt (Übersetzung) für Asphalthelden (empfohlen ab 11 Jahren)
- 414 – Juli: Elizabeth Acevedo (Text) und Anne Brauner (Übersetzung) für das Jugendbuch Soul Food (empfohlen ab 14 Jahren)
- 415 – August: Tillie Walden für den Comic-Roman Auf einem Sonnenstrahl (empfohlen ab 14 Jahren)
- 416 – September: Jordan Scott (Text), Sydney Smith (Illustration) und Bernadette Ott (Übersetzung) für das Bilderbuch Ich bin wie der Fluss (empfohlen ab 5 Jahren)
- 417 – Oktober: Alexandra Litwina (Text) und Anna Desnitskaya (Illustration) sowie Lorenz Hoffmann und Thomas Weiler (Übersetzung) für Von Moskau nach Wladiwostok. Eine Reise mit der Transsibirischen Eisenbahn (empfohlen ab 10 Jahren)
- 418 – November: Marie Pavlenko (Text) und Cornelia Panzacchi (Übersetzung) für den Jugendroman Die Kirsche auf der Torte aller Katastrophen (empfohlen ab 14 Jahren)
- 419 – Dezember: Meg Rosoff (Text) und Brigitte Jakobeit (Übersetzung) für den Jugendroman Sommernachtserwachen (empfohlen ab 14 Jahren)

2022
- 420 – Januar: Kitty Crowther (Text und Illustration) und Tobias Scheffel (Übersetzung) für das Kinderbuch Kleine Gutenachtgeschichten (empfohlen ab 5 Jahren)
- 421 – Februar: Helena Hedlund (Text) und Katrin Frey (Übersetzung) für das Kinderbuch Kerstin ist goldrichtig (empfohlen ab 6 Jahren)
- 422 – März: Erin Entrada Kelly (Text) und Beate Schäfer (Übersetzung) für den Roman Die Nelsons greifen nach den Sternen (empfohlen für Jugendliche ab 12 Jahren)
- 423 – April: Gulraiz Sharif (Text) sowie Meike Blatzheim und Sarah Onkels (Übersetzung) für den Roman Ey hör mal! (empfohlen für Jugendliche ab 14 Jahren)
- 424 – Mai: Jan Paul Schutten (Text), Medy Oberendorff (Illustration) und Verena Kiefer (Übersetzung) für das Kindersachbuch Wunderwelt Wald (empfohlen für Kinder ab 8 Jahren)
- 425 – Juni: Jörg Mühle für das Kinderbuch Als Papas Haare Ferien machten (empfohlen ab 7 Jahren)
- 426 – Juli: Piotr Socha (Text und Illustration), Monika Utnik-Strugala (Text) und Dorothea Traupe (Übersetzung) für das Sachbuch Das Buch vom Dreck (empfohlen für Kinder ab 10 Jahren)
- 427 – August:  J. M. M. Nuanez und Birgitt Kollmann für das Kinderbuch Birdie und ich (empfohlen ab 11 Jahren)
- 428 – September: Anna Woltz und Andrea Kluitmann (Übersetzung) für das Jugendbuch Nächte im Tunnel (empfohlen für Jugendliche ab 14 Jahren)
- 429 – Oktober: Stefanie Höfler für das Kinderbuch Feuerwanzen lügen nicht (empfohlen ab 11 Jahren)
- 430 – November: Barbara Yelin, Miriam Libicki, Gilad Seliktar (Texte und Bilder) sowie Rita Seuß (Übersetzung) für die Graphic Novel Aber ich lebe. Vier Kinder überleben den Holocaust (empfohlen für Jugendliche ab 14 Jahren)
- 431 – Dezember: Marieke ten Berge (Illustration) und Jesse Goossens (Text) sowie Eva Schweikart (Übersetzung) für das Sach-Bilderbuch Unser wildes Zuhause. Tiere im hohen Norden (empfohlen ab 5 Jahren)

2023
- 432 – Januar: Sarah Crossan (Text) und Beate Schäfer (Übersetzung) für den Jugendroman Toffee (empfohlen ab 14 Jahren)
- 433 – Februar: Maria Bakhareva (Text), Anna Desnitskaya (Illustration) und Thomas Weiler (Übersetzung) für das Kindersachbuch Märkte in aller Welt (empfohlen ab 10 Jahren)
- 434 – März: Zoran Drvenkar für Kai zieht in den Krieg und kommt mit Opa zurück (empfohlen ab 11 Jahren)
- 435 – April: Noemi Schneider (Text) und Golden Cosmos (Illustration) für das Bilderbuch Ludwig und das Nashorn (empfohlen ab 4 Jahren)
- 436 – Mai: Pija Lindenbaum (Text und Illustration) und Jana Hemer (Übersetzung) für das Kinderbuch Der erste Schritt (empfohlen ab 4 Jahren)
- 437 – Juni: Martin Muser für Weil., ein Thriller für Jugendliche (empfohlen ab 14 Jahren)
- 438 – Juli: Kristina Scharmacher-Schreiber (Text) und Claudia Lieb (Illustration) für das Kindersachbuch Wir Menschen und das Meer (empfohlen ab 7 Jahren)
- 439 – August: Elle McNicoll und Barbara König (Übersetzung) für das Kinderbuch Wie unsichtbare Funken (empfohlen ab 10 Jahren)
- 440 – September: Kjersti Annesdatter Skomsvold (Text) und Mari Kanstad Johnsen (Illustration) und Ina Kronenberger (Übersetzung) für das Kinderbuch Alle schlafen (bis auf Bo) (empfohlen ab 3 Jahren)
- 441 – Oktober: Oliver Scherz (Text) und Philip Waechter (Illustration) für das Kinderbuch Sieben Tage Mo (empfohlen ab 11 Jahren)
- 442 – November: Astrid Sy (Text) und Rolf Erdorf (Übersetzung) für den Jugendroman Nenn keine Namen (empfohlen ab 15 Jahren)
- 443 – Dezember: Eva Rottmann für den Jugendroman Kurz vor dem Rand (empfohlen ab 14 Jahren)

2024
- 444 – Januar: Olivier Tallec (Text und Illustration) und Ina Kronenberger (Übersetzung) für das Kinderbuch Nichts für den König (empfohlen ab 4 Jahren)
- 445 – Februar: Karen Köhler (Text) und Bea Davies (Illustration) für den Kinderroman Himmelwärts (empfohlen ab 10 Jahren)
- 446 – März: Kimberly Brubaker Bradley (Text) und Beate Schäfer (Übersetzung) für den Kinderroman Gras unter meinen Füßen (empfohlen ab 11 Jahren)
- 447 – April: Lotte Stegeman (Text) und Mark Janssen (Illustration) und Verena Kiefer (Übersetzung) für das Kinderbuch Die Gefühle der Tiere (empfohlen ab 8 Jahren)
- 448 – Mai: Anne-Christin Plate für das Bilderbuch Die Blumenfrau (empfohlen ab 4 Jahren)
- 449 – Juni: Murmel Clausen für das Jugendbuch Leming (empfohlen ab 16 Jahren)
- 450 – Juli: Kim Fupz Aakeson (Text) und Stian Hole (Illustration) und Ina Kronenberger (Übersetzung) für das Bilderbuch Dinge, die verschwinden (empfohlen ab 5 Jahren)
- 451 – August: Fran Pintadera (Text) und Ana Sender (Illustration) und Ilse Layer (Übersetzung) für das Bilderbuch Was uns Angst macht (empfohlen ab 4 Jahren)
- 452 – September: Michèle Fischels (Text und Illustration) für die Graphic Novel Outline (empfohlen ab 16)
- 453 – Oktober: Sara Landberg (Text und Illustration) und Friederike Buchinger (Übersetzung) für das Bilderbuch Der Vogel in mir fliegt, wohin er will (empfohlen ab 10 Jahren)
- 454 – November: Dayeon Auh (Text und Illustration) für das Bilderbuch Ein Berg, ein Sturz, ein langes Leben (empfohlen ab 3 Jahren)
- 455 – Dezember: Eva Rottmann (Text) für die Kurzgeschichtensammlung Fucking Fucking schön (empfohlen ab 14 Jahren)

2025
- 456 – Januar: Mikaël Ross (Text und Illustration) für den Comic-Roman Der verkehrte Himmel (empfohlen ab 16 Jahren)
- 457 – Februar: Emma AdBåge (Text und Illustration) und Friederike Buchinger (Übersetzung) für das Bilderbuch Die schönste Wunde (empfohlen ab 4 Jahren)
- 458 – März: Bibi Dumon Tak (Text) und Annemarie van Haeringen (Illustration) und Meike Blatnik (Übersetzung) für das Kindersachbuch Regenwurm und Anakonda (empfohlen ab 9 Jahren)
- 459 – April: Will Gmehling (Text) und Jens Rassmus (Illustration) für das Kinderbuch Der Sternsee (empfohlen ab 9 Jahren)
- 460 – Mai: Giselle Clarkson (Text) und Katharina Distelmeier (Übersetzung) für das Kindersachbuch Schau genau hin! (empfohlen ab 8 Jahren)
- 461 – Juni: Elin Lindell (Text) und Katharina Erben (Übersetzung) für das Kindercomic Der süßeste Bruder der Welt...und andere Irrtümer (empfohlen ab 10 Jahren)

### Luchs des Jahres-Preisträger (seit 1997)
Der Luchs des Jahres wird seit 1997 vergeben.

#### 1990er
- 1997 Ernst Jandl und Norman Junge: fünfter sein
- 1998 Jutta Bauer: Die Königin der Farben
- 1999 Wolf Erlbruch: Nachts

#### 2000er
- 2000 Jutta Richter: Der Tag, als ich lernte die Spinnen zu zähmen
- 2001 Mirjam Pressler: Malka Mai
- 2002 Philip Ardagh: Schlimmes Ende
- 2003 Per Olov Enquist und Leonard Erlbruch: Großvater und die Wölfe
- 2004 Frank Cottrell Boyce: Millionen
- 2005 Meg Rosoff: So lebe ich jetzt
- 2006 Guus Kuijer: Das Buch von allen Dingen
- 2007 Tamara Bach: Jetzt ist Hier
- 2008 Sally Nicholls: Wie man unsterblich wird
- 2009 Meg Rosoff: Damals, das Meer

#### 2010er
- 2010 Maria Parr: Sommersprossen auf den Knien, übersetzt von Christel Hildebrandt
- 2011 Salah Naoura: Matti und Sami und die drei größten Fehler des Universums
- 2012 Iva Procházková: Orangentage
- 2013 Kirsten Boie: Es gibt Dinge, die kann man nicht erzählen[13]
- 2014 Finn-Ole Heinrich und Rán Flygenring: Die erstaunlichen Abenteuer der Maulina Schmitt (Trilogie)[14]
- 2015 Reinhard Kleist: Der Traum von Olympia
- 2016 Håkon Øvreås (Autor), Øyvind Torseter (Illustrator) und Angelika Kutsch (Übersetzerin): Super-Bruno
- 2017 Stefanie Höfler: Tanz der Tiefseequalle
- 2018 Jason Reynolds (Autor) und Anja Hansen-Schmidt (Übersetzerin): Ghost. Jede Menge Leben
- 2019 Frida Nilsson (Autorin) und Friederike Buchinger (Übersetzerin): Sasja und das Reich jenseits des Meeres

#### 2020er
- 2020 Andreas Steinhöfel (Text): Rico, Oskar und das Mistverständnis
- 2021 Juliane Pickel: Krummer Hund
- 2022 Gulraiz Sharif (Text) sowie Meike Blatzheim und Sarah Onkels (Übersetzung) für den Roman Ey hör mal![15]
- 2023 Martin Muser: Weil.
- 2024 Michèle Fischels: Outline und Eva Rottmann: Fucking fucking schön

### 30-jähriges Luchs-Jubiläum
Zum 30-jährigen Jubiläum des Luchses wurde am 16. März 2016 in Leipzig im Rahmen der Leipziger Buchmesse erstmals ein Verlagsluchs vergeben. Ausgezeichnet wurden die drei Verlage, die seit Gründung des Luchs die meisten Monatsluchse erhalten hatten: Hanser (38 Luchse), Beltz & Gelberg (31 Luchse), Carlsen (28 Luchse). Außerdem stellten in der ZEIT vom 17. März 2015 die Mitglieder der Luchs-Jury aktuelle Bücher vor, die ihrer Meinung nach zu Unrecht keinen Luchs erhielten. Folgende Bücher wurden genannt:
| Jurymitglied      | Buchempfehlung                                                                                        |
| ----------------- | --- |
| Anja Robert       | Jon Walter (Text), Martina Tichy (Illustration): Jenseits des Meeres                                  |
| Christoph Rieger  | Anna Castagnoli (Text), Carll Cneut (Illustration), Ulrike Schimming (Übersetzung): Der goldene Käfig |
| Brigitte Jakobeit | Matthew Quick (Text), Knut Krüger (Übersetzung): Goodbye Bellmont                                     |
| Judith Scholter   | Lisa Williamson (Text), Angelika Eisold Viebig (Übersetzung): Zusammen werden wir leuchten            |
| Maria Linsmann    | José Manuel Mateo (Text), Javier Martínez Pedro (Illustration), Ilse Layer (Übersetzung): Migrar      |
| Hartmut El Kurdi  | Katharina Grossmann-Hensel (Text und Illustration): Eltern richtig erziehen                           |